# Liste von Inseln in den Vereinigten Staaten

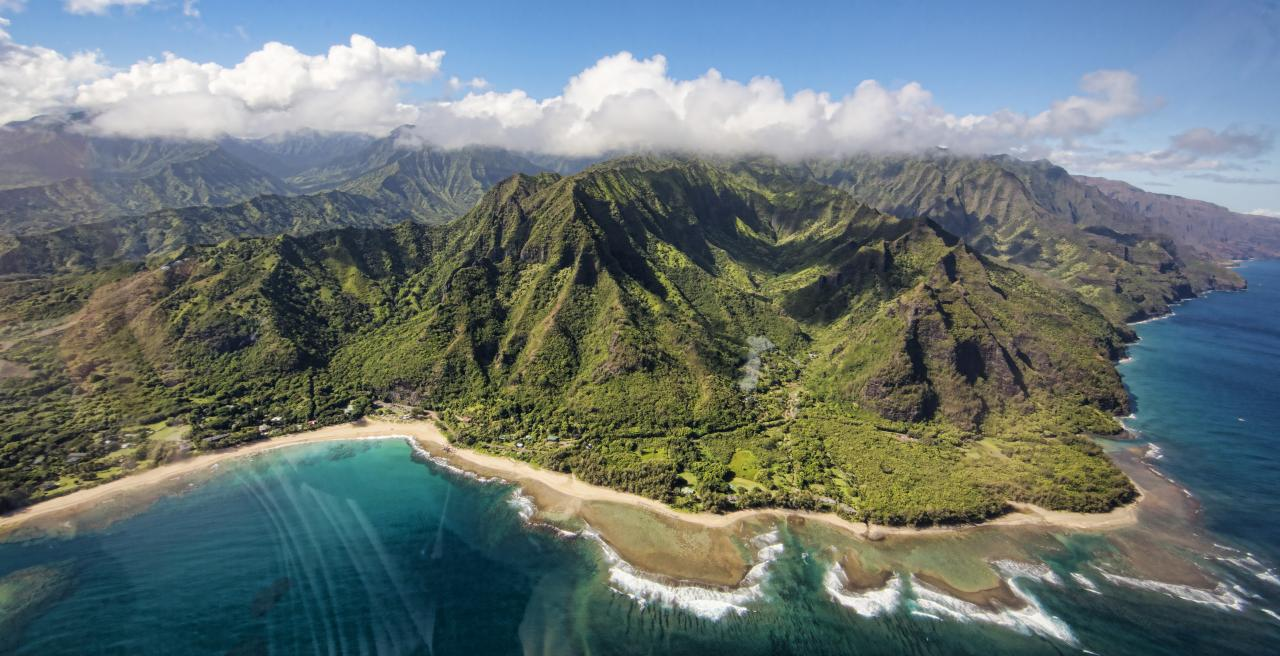
Kauaʻi, Hawaiʻi

Ein Großteil der flächenmäßig größten Inseln der Vereinigten Staaten von Amerika konzentriert sich auf den Alexanderarchipel und die Aleuten im Bundesstaat Alaska sowie die Hawaii-Inseln des Bundesstaates Hawaii. Die Contiguous United States, also die 48 zusammenhängenden Bundesstaaten auf dem amerikanischen Festland, haben – verglichen mit Ländern ähnlicher Größe – eine geringe Anzahl an Inseln aufzuweisen.
Die Verteilung der Inseln in den Vereinigten Staaten hängt hauptsächlich von den geografischen Voraussetzungen ab. So ist die Anzahl der Inseln in Bundesstaaten an der Pazifik- bzw. Atlantikküste sowie an den Großen Seen deutlich höher als im Binnenland.

## Gliederung und Inhalt der Listen
Den nach Regionen unterteilten Listen ist eine Tabelle mit allen Inseln der Vereinigten Staaten vorangestellt, die mindestens 300 km² groß sind. Zusätzlich zur Fläche sind auch das Gewässer und – falls vorhanden – die Inselgruppe, in der sich eine Insel befindet, angegeben. Auch die Lage innerhalb eines Bundesstaates oder Außengebiets sowie die Anzahl der Bewohner einer Insel (zum letzten bekannten Census) sind in den Tabellen enthalten. Da sich, mit wenigen Ausnahmen, fast alle der flächenmäßig größten Inseln der USA in den Bundesstaaten Alaska und Hawaii befinden, folgt eine weitere Tabelle mit allen Inseln der Contiguous United States, auch Lower 48 genannt, die eine Fläche von mindestens 100 km² aufweisen.

### Regionale Gliederung
Danach folgt eine nach Regionen sortierte Aufstellung der Inseln in den Vereinigten Staaten. Die Listen sind nach Regionen sortiert, in denen Inseln gehäuft vorkommen. Die Abfolge verläuft grob gegen den Uhrzeigersinn, wobei Inseln des Hawaii-Archipels und anderer Überseegebiete an den Schluss gestellt sind.
- Alaska – Inseln des gesamten Bundesstaates Alaska, sowohl an den Küsten des Pazifischen Ozeans, als auch im Beringmeer und dem Arktischen Ozean
- Westküste – Inseln an der Pazifikküste der Bundesstaaten Washington, Oregon und Kalifornien (Alaska ist hier ausgenommen, auch wenn es ebenfalls eine Pazifikküste besitzt)
- Golf von Mexiko – Inseln im Golf von Mexiko, von der Grenze zu Mexiko bis zu den Florida Keys
- Ostküste – Inseln entlang der gesamten Ostküste der Vereinigten Staaten von Florida bis Maine
- Binneninseln – Da sich ein Großteil der Binneninseln der USA im Gebiet der Großen Seen befindet, wird die Liste der Binneninseln in folgende Gebiete unterteilt:
  - Große Seen – US-amerikanische Inseln im Gebiet der Großen Seen
  - Sonstige Binneninseln - weitere Flussinseln und Binnenseeinseln außerhalb der Großen Seen
- Überseegebiete – Inseln der Außengebiete der Vereinigten Staaten, inkl. Hawaii

### Untergrenzen
Da die Größen der Inseln in den verschiedenen Regionen stark variieren, sind die Untergrenzen, d. h. die minimale Fläche einer Insel, die in eine Liste eingefügt wurde, unterschiedlich ausgelegt. Während es in Alaska beispielsweise mehr als 2500 Inseln gibt, von denen einige beachtliche Größen erreichen, sind die Inseln der Großen Seen oder des Golfs von Mexiko flächenmäßig deutlich kleiner. Hier wäre eine einheitliche Untergrenze von beispielsweise 100 km² dementsprechend nicht sinnvoll.

## Die größten Inseln

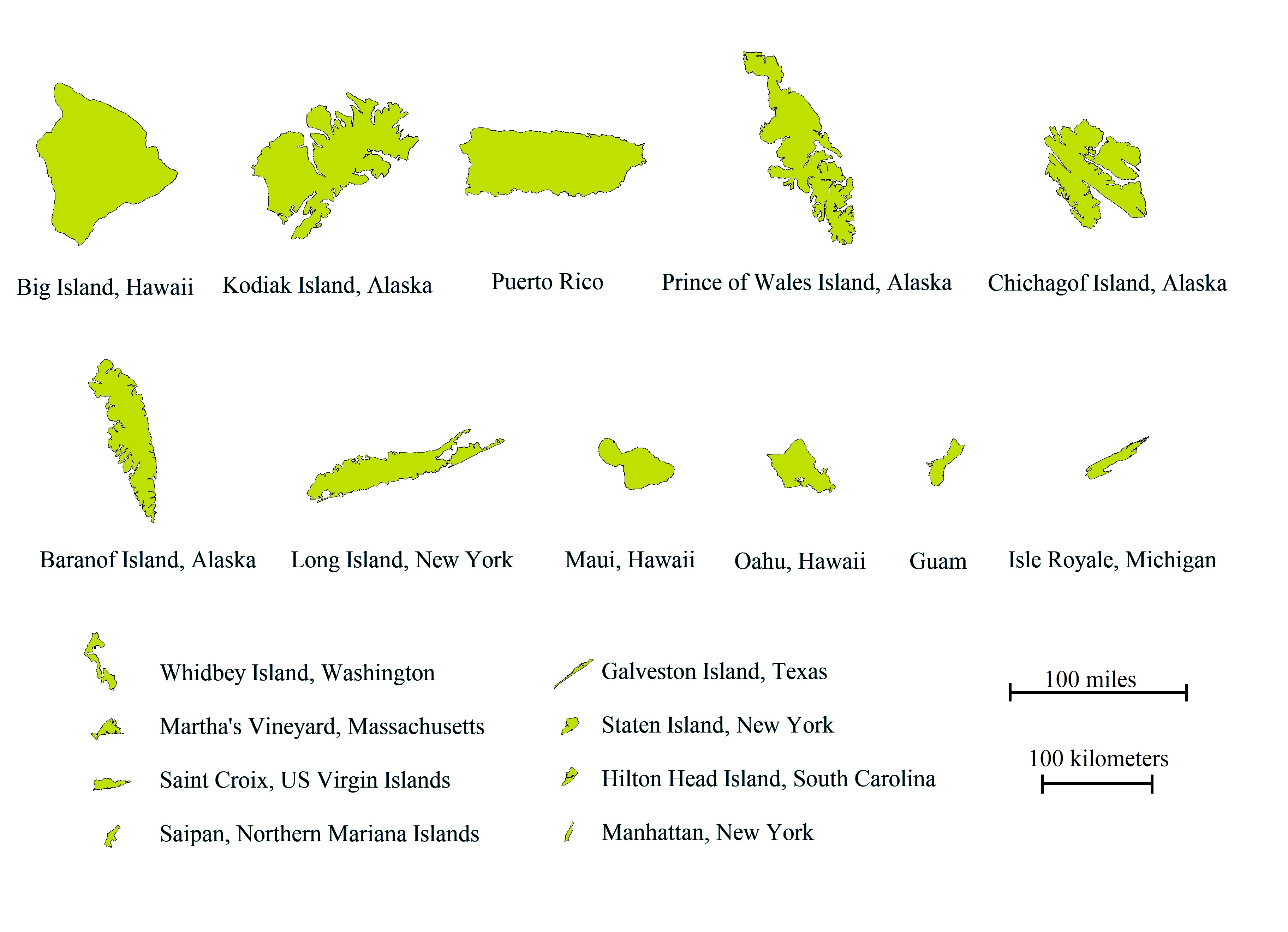
Vergleich einiger Inseln in den Vereinigten Staaten

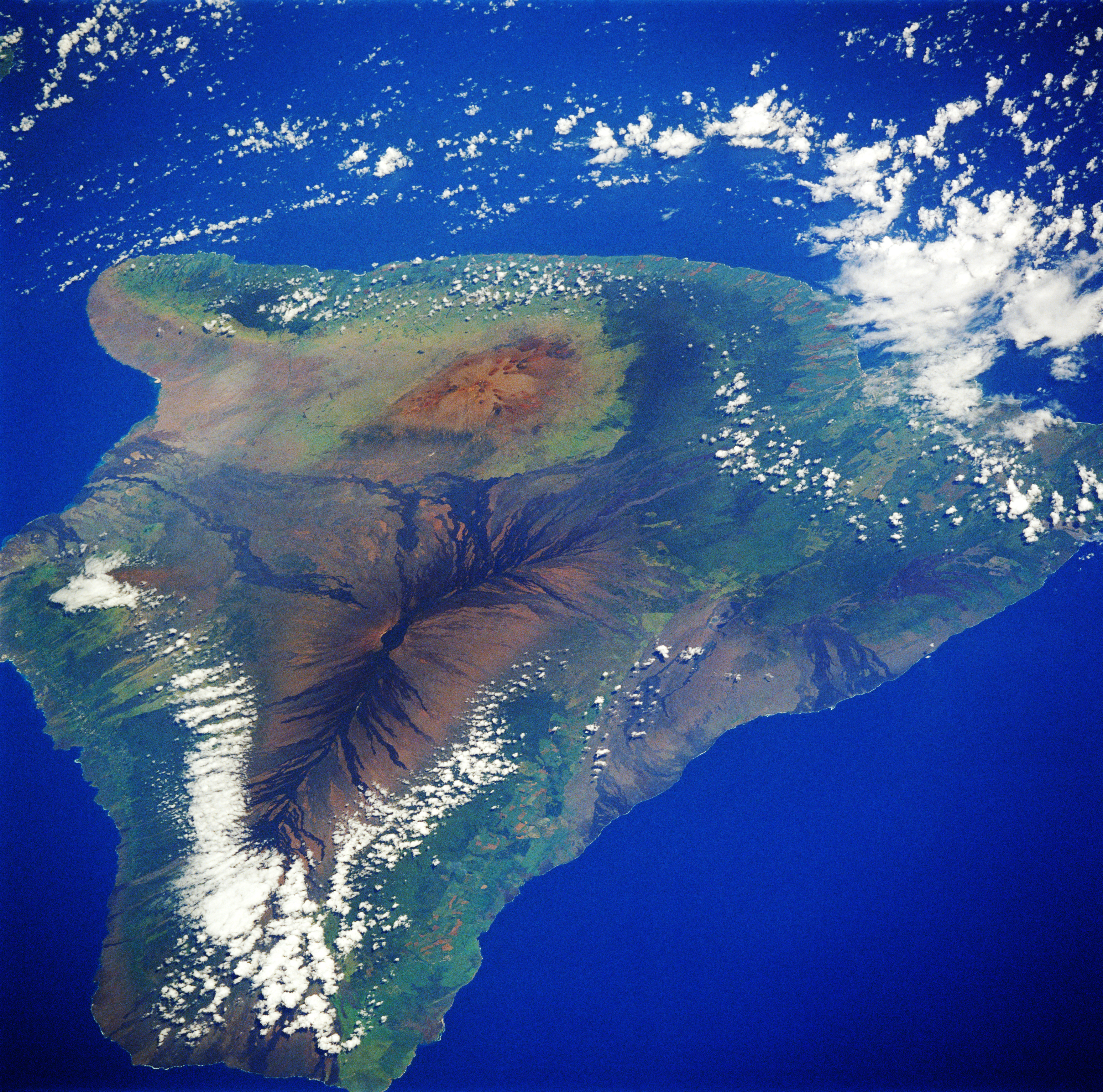
Hawaii, auch Big Island, die größte Insel des Hawaii-Archipels sowie der Vereinigten Staaten

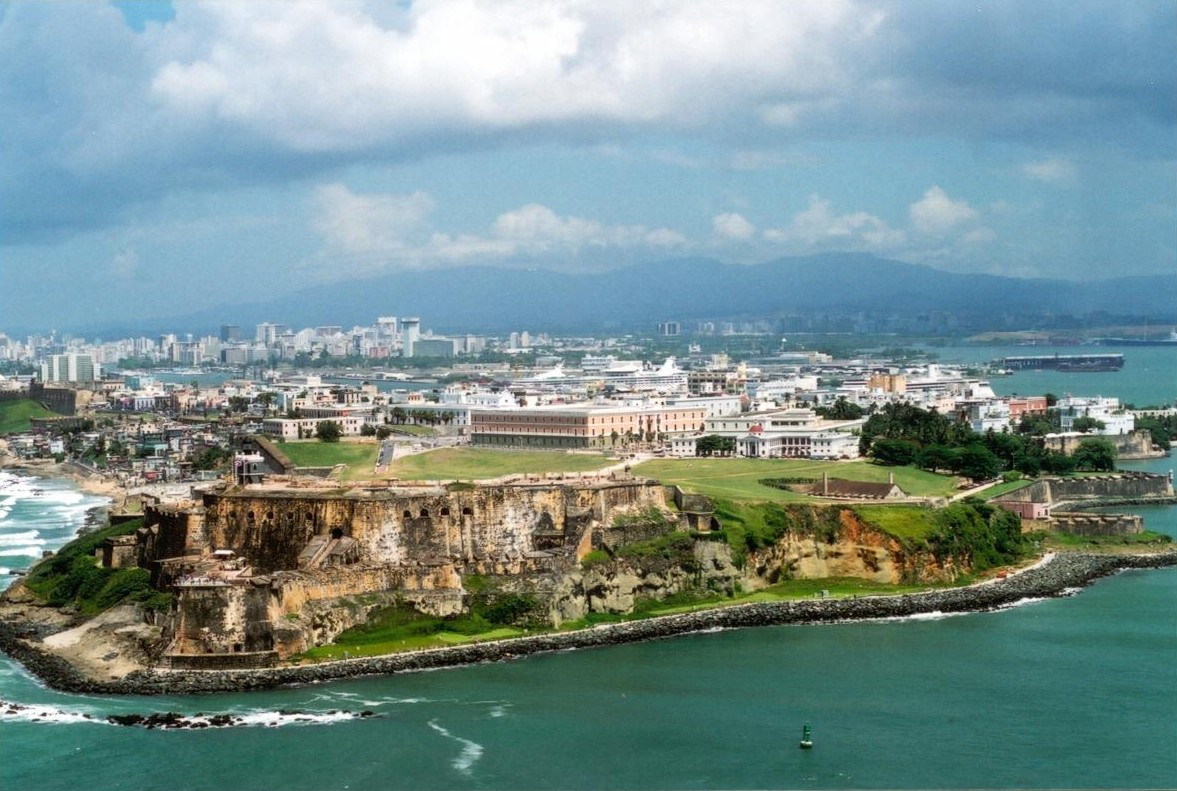
Blick auf die Festung und Altstadt von San Juan auf Puerto Rico, der drittgrößten Insel der Vereinigten Staaten

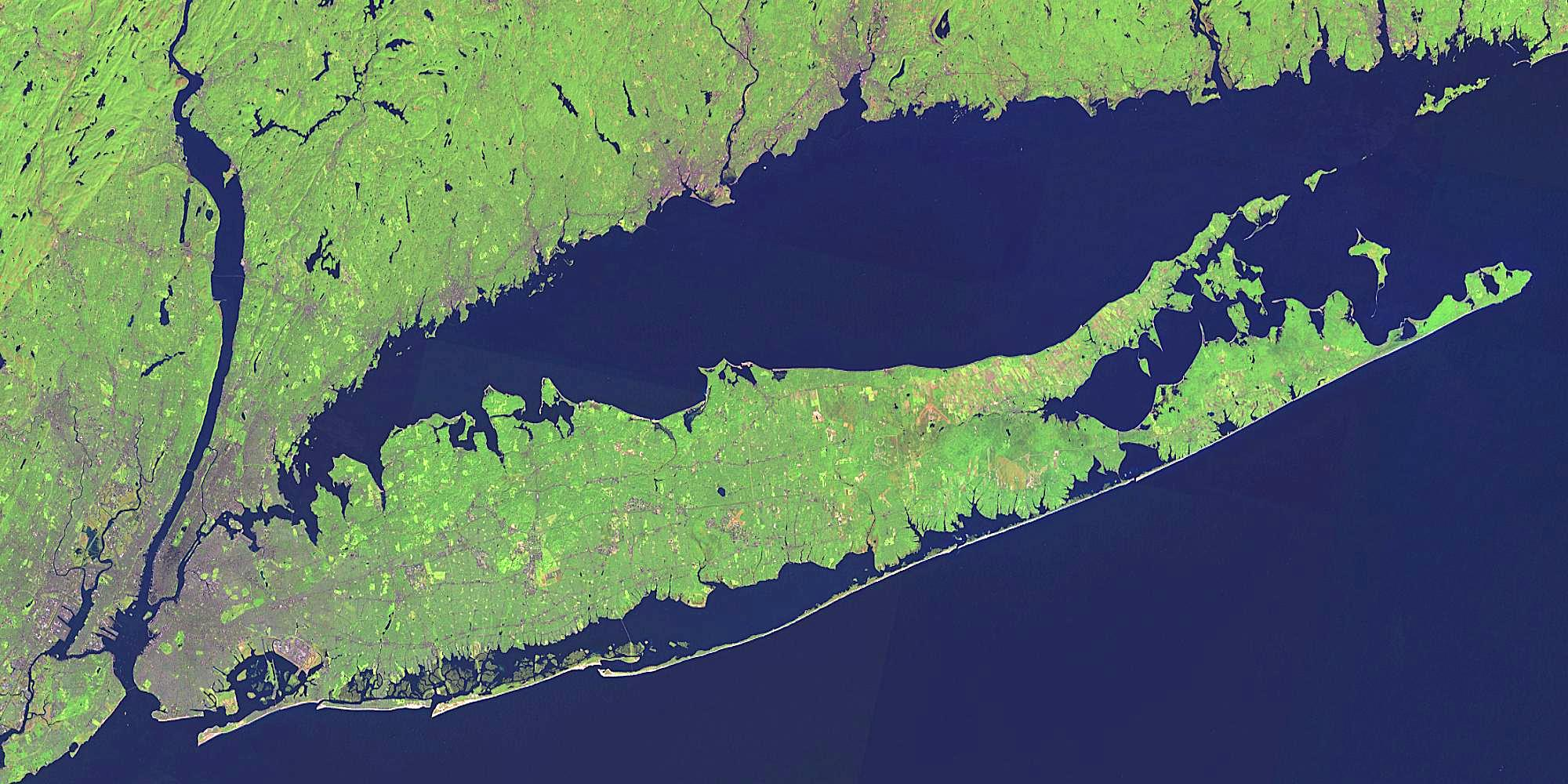
Long Island ist die bevölkerungsreichste Insel der USA sowie die flächenmäßig größte der Lower 48

Die folgende Liste umfasst alle Inseln in den Vereinigten Staaten mit einer Fläche von mindestens 300 km².
|    | Name                   | Gewässer           | Inselgruppe           | Lage        | Fläche (km²) | Einwohner |
| -- | ---------------------- | ------------------ | --------------------- | ----------- | ------------ | --------- |
| 1  | Hawaii                 | Pazifischer Ozean  | Hawaiiinseln          | Hawaii      | 10432        | 185 079   |
| 2  | Kodiak Island          | Pazifischer Ozean  | Kodiak-Archipel       | Alaska      | 8975         | 13 592    |
| 3  | Puerto Rico            | Karibik            | Große Antillen        | Puerto Rico | 8710         | 3 725 789 |
| 4  | Prince of Wales Island | Pazifischer Ozean  | Alexanderarchipel     | Alaska      | 6674         | 5 559     |
| 5  | Chichagof Island       | Pazifischer Ozean  | Alexanderarchipel     | Alaska      | 5306         | 1 342     |
| 6  | St. Lawrence Island    | Beringsee          |                       | Alaska      | 4640         | 1 352     |
| 7  | Admiralty Island       | Pazifischer Ozean  | Alexanderarchipel     | Alaska      | 4264         | 459       |
| 8  | Nunivak Island         | Beringsee          |                       | Alaska      | 4227         | 191       |
| 9  | Baranof Island         | Pazifischer Ozean  | Alexanderarchipel     | Alaska      | 4160         | 8 532     |
| 10 | Unimak Island          | Pazifischer Ozean  | Fox Islands           | Alaska      | 4070         | 35        |
| 11 | Long Island            | Atlantischer Ozean |                       | New York    | 3566         | 8 063 232 |
| 12 | Kupreanof Island       | Pazifischer Ozean  | Alexanderarchipel     | Alaska      | 2803         | 584       |
| 13 | Revillagigedo Island   | Pazifischer Ozean  | Alexanderarchipel     | Alaska      | 2754         | 13 477    |
| 14 | Unalaska Island        | Pazifischer Ozean  | Fox Islands           | Alaska      | 2721         | 1 759     |
| 15 | Nelson Island          | Beringsee          |                       | Alaska      | 2183         | 1 197     |
| 16 | Kuiu Island            | Pazifischer Ozean  | Alexanderarchipel     | Alaska      | 1936         | 10        |
| 17 | Maui                   | Pazifischer Ozean  | Hawaiiinseln          | Hawaii      | 1884         | 168 307   |
| 18 | Afognak Island         | Pazifischer Ozean  | Kodiak-Archipel       | Alaska      | 1813         | 169       |
| 19 | Umnak Island           | Pazifischer Ozean  | Fox Islands           | Alaska      | 1777         | 39        |
| 20 | Oahu                   | Pazifischer Ozean  | Hawaiiinseln          | Hawaii      | 1557         | 1 016 508 |
| 21 | Kauai                  | Pazifischer Ozean  | Hawaiiinseln          | Hawaii      | 1435         | 73 298    |
| 22 | Atka Island            | Pazifischer Ozean  | Andreanof Islands     | Alaska      | 1049         | 61        |
| 23 | Attu Island            | Pazifischer Ozean  | Near Islands          | Alaska      | 896          | 0         |
| 24 | Etolin Island          | Pazifischer Ozean  | Alexanderarchipel     | Alaska      | 878          | 15        |
| 25 | Montague Island        | Prinz-William-Sund |                       | Alaska      | 791          | 0         |
| 26 | Adak Island            | Pazifischer Ozean  | Andreanof Islands     | Alaska      | 725          | 326       |
| 27 | Molokai                | Pazifischer Ozean  | Hawaiiinseln          | Hawaii      | 673          | 7 345     |
| 28 | Dall Island            | Pazifischer Ozean  | Alexanderarchipel     | Alaska      | 658          | 20        |
| 29 | Wrangell Island        | Pazifischer Ozean  | Alexanderarchipel     | Alaska      | 544          | 2 401     |
| 30 | Mitkof Island          | Pazifischer Ozean  | Alexanderarchipel     | Alaska      | 540          | 3 364     |
| 31 | Padre Island           | Golf von Mexiko    |                       | Texas       | 540          | 2 816     |
| 32 | Guam                   | Pazifischer Ozean  | Marianen              | Guam        | 540          | 168 801   |
| 33 | Isle Royale            | Oberer See         |                       | Michigan    | 535          | 0         |
| 34 | Tanaga Island          | Pazifischer Ozean  | Andreanof Islands     | Alaska      | 530          | 0         |
| 35 | Zarembo Island         | Pazifischer Ozean  | Alexanderarchipel     | Alaska      | 474          | 0         |
| 36 | Amlia Island           | Pazifischer Ozean  | Andreanof Islands     | Alaska      | 446          | 0         |
| 37 | Hinchinbrook Island    | Prinz-William-Sund |                       | Alaska      | 445          | 5         |
| 38 | Unga Island            | Pazifischer Ozean  | Shumagin Islands      | Alaska      | 442          | 0         |
| 39 | Kosciusko Island       | Pazifischer Ozean  | Alexanderarchipel     | Alaska      | 438          | 52        |
| 40 | Whidbey Island         | Puget Sound        |                       | Washington  | 437          | 69 480    |
| 41 | Kruzof Island          | Pazifischer Ozean  | Alexanderarchipel     | Alaska      | 434          | 0         |
| 42 | Kanaga Island          | Pazifischer Ozean  | Andreanof Islands     | Alaska      | 368          | 0         |
| 43 | Lanai                  | Pazifischer Ozean  | Hawaiiinseln          | Hawaii      | 364          | 2 705     |
| 44 | St. Matthew Island     | Beringsee          |                       | Alaska      | 357          | 0         |
| 45 | Akutan Island          | Pazifischer Ozean  | Fox Islands           | Alaska      | 334          | 1 027     |
| 46 | Drummond Island        | Huronsee           | Manitoulin-Inselkette | Michigan    | 334          | 1 058     |
| 47 | Annette Island         | Pazifischer Ozean  | Alexanderarchipel     | Alaska      | 333          | 1 447     |
| 48 | Nagai Island           | Pazifischer Ozean  | Shumagin Islands      | Alaska      | 310          | 0         |
| 49 | Amchitka Island        | Pazifischer Ozean  | Rat Islands           | Alaska      | 309          | 0         |
| 50 | Sitkalidak Island      | Pazifischer Ozean  | Kodiak-Archipel       | Alaska      | 301          | 0         |
| 51 | Hagemeister Island     | Beringsee          |                       | Alaska      | 300          | 0         |

## Größte Inseln der Contiguous United States

Der Puget Sound im Nordwesten Washingtons: Oben liegen die San Juan Islands, darunter Whidbey Island und Camano Island. In der Bildmitte rechts liegt die Millionenstadt Seattle

Die folgende Liste enthält alle Inseln der Vereinigten Staaten, die in den Contiguous United States liegen und mindestens 100 km² groß sind. Inseln in Alaska, Hawaii, sowie den Inselterritorien sind dementsprechend nicht enthalten.
|    | Name                  | Gewässer            | Inselgruppe            | Lage           | Fläche (km²) | Einwohner |
| -- | --------------------- | ------------------- | ---------------------- | -------------- | ------------ | --------- |
| 1  | Long Island           | Atlantischer Ozean  |                        | New York       | 3566         | 8 063 232 |
| 2  | Padre Island          | Golf von Mexiko     |                        | Texas          | 540          | 2 816     |
| 3  | Isle Royale           | Oberer See          |                        | Michigan       | 535          | 0         |
| 4  | Whidbey Island        | Puget Sound         |                        | Washington     | 437          | 69 480    |
| 5  | Drummond Island       | Huronsee            | Manitoulin-Inselkette  | Michigan       | 334          | 1 058     |
| 6  | Mount Desert Island   | Atlantischer Ozean  |                        | Maine          | 280          | 10 424    |
| 7  | Marsh Island          | Golf von Mexiko     |                        | Louisiana      | 260          | 0         |
| 8  | Santa Cruz Island     | Pazifischer Ozean   | Channel Islands        | Kalifornien    | 250          | 2         |
| 9  | Martha´s Vineyard     | Atlantischer Ozean  | Outer Lands            | Massachusetts  | 232          | 17 265    |
| 10 | Johns Island          | Atlantischer Ozean  | Sea Islands            | South Carolina | 220          | 21 500    |
| 11 | Santa Rosa Island     | Pazifischer Ozean   | Channel Islands        | Kalifornien    | 215          | 2         |
| 12 | Port Royal Island     | Atlantischer Ozean  | Sea Islands            | South Carolina | 207          |           |
| 13 | Santa Catalina Island | Pazifischer Ozean   | Channel Islands        | Kalifornien    | 194          | 4 096     |
| 14 | Edisto Island         | Atlantischer Ozean  | Sea Islands            | South Carolina | 175          | 2 301     |
| 15 | St. Helena Island     | Atlantischer Ozean  | Sea Islands            | South Carolina | 170          | 8 763     |
| 16 | Galveston Island      | Golf von Mexiko     |                        | Texas          | 170          | 58 175    |
| 17 | Matagorda Island      | Golf von Mexiko     |                        | Texas          | 157          | 0         |
| 18 | Staten Island         | Atlantischer Ozean  |                        | New York       | 152          | 495 747   |
| 19 | Orcas Island          | Juan-de-Fuca-Straße | San Juan Islands       | Washington     | 148          | 5 387     |
| 20 | Cumberland Island     | Atlantischer Ozean  | Sea Islands            | Georgia        | 147          | 0         |
| 21 | San Clemente Island   | Pazifischer Ozean   | Channel Islands        | Kalifornien    | 147          | 148       |
| 22 | Beaver Island         | Michigansee         | Beaver-Island-Archipel | Michigan       | 144          | 657       |
| 23 | San Juan Island       | Juan-de-Fuca-Straße | San Juan Islands       | Washington     | 143          | 6 894     |
| 24 | Sugar Island          | St. Marys River     |                        | Michigan       | 128          | 652       |
| 25 | Nantucket             | Atlantischer Ozean  | Outer Lands            | Massachusetts  | 124          | 14 255    |
| 26 | Ossabaw Island        | Atlantischer Ozean  | Sea Islands            | Georgia        | 110          | 0         |
| 27 | Wadmalaw Island       | Atlantischer Ozean  | Sea Islands            | South Carolina | 109          | 2 611     |
| 28 | Antelope Island       | Großer Salzsee      |                        | Utah           | 109          | 0         |
| 29 | Hilton Head Island    | Atlantischer Ozean  | Sea Islands            | South Carolina | 109          | 40 500    |
| 30 | Fidalgo Island        | Puget Sound         | San Juan Islands       | Washington     | 107          | 20 700    |
| 31 | Camano Island         | Puget Sound         |                        | Washington     | 103          | 15 661    |
| 32 | Deer Isle             | Atlantischer Ozean  |                        | Maine          | 102          | 3 028     |

## Alaska

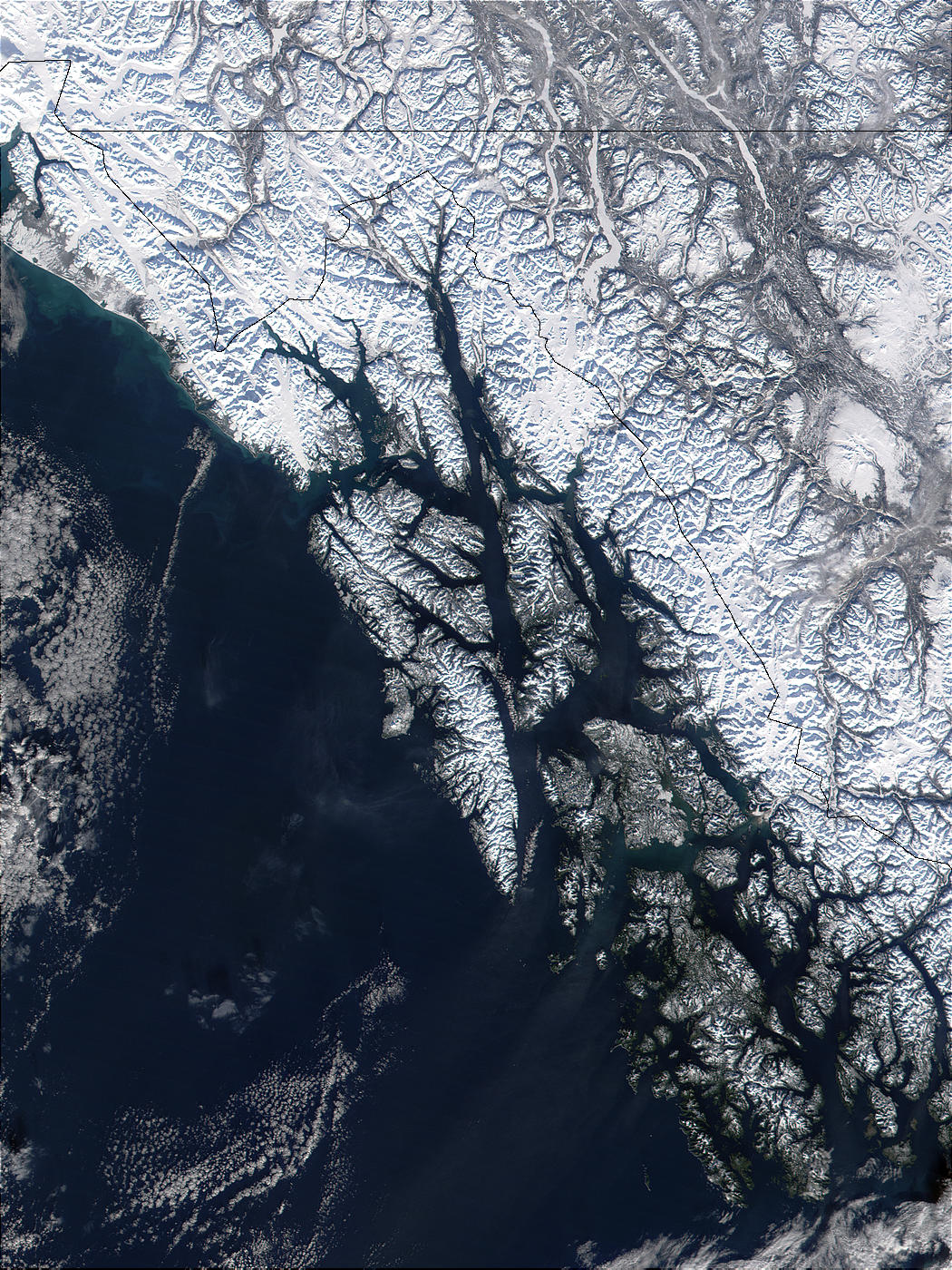
Satellitenbild des Alexanderarchipels im Alaska Panhandle mit Baranof Island und Chichagof Island in der Bildmitte

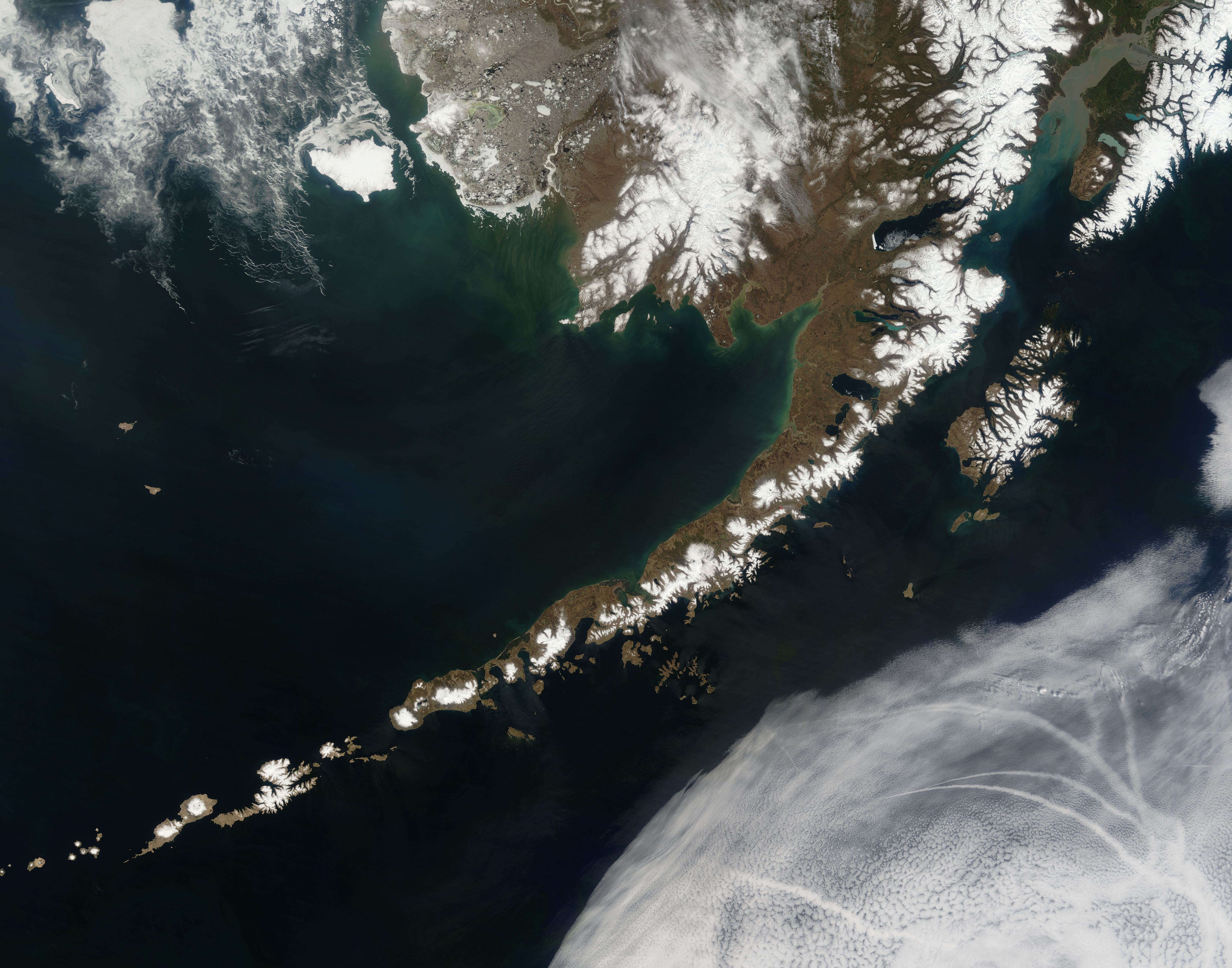
Satellitenbild der Alaska-Halbinsel in der Bildmitte mit den östlichsten Inseln der Aleuten, den Fox Islands, auf der linken Bildseite. Die größte Insel Alaskas, Kodiak Island, ist auf der rechten Seite des Bildes zu sehen.

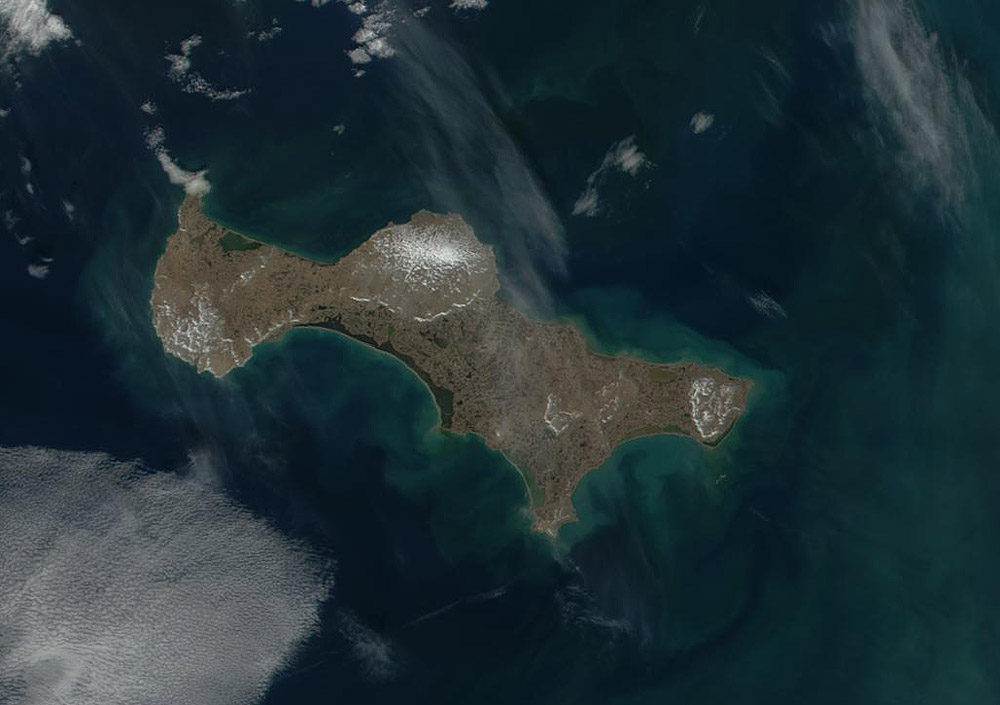
Inseln wie St. Lawrence Island (Bild) oder Nunivak Island liegen inmitten des nordpazifischen Beringmeers

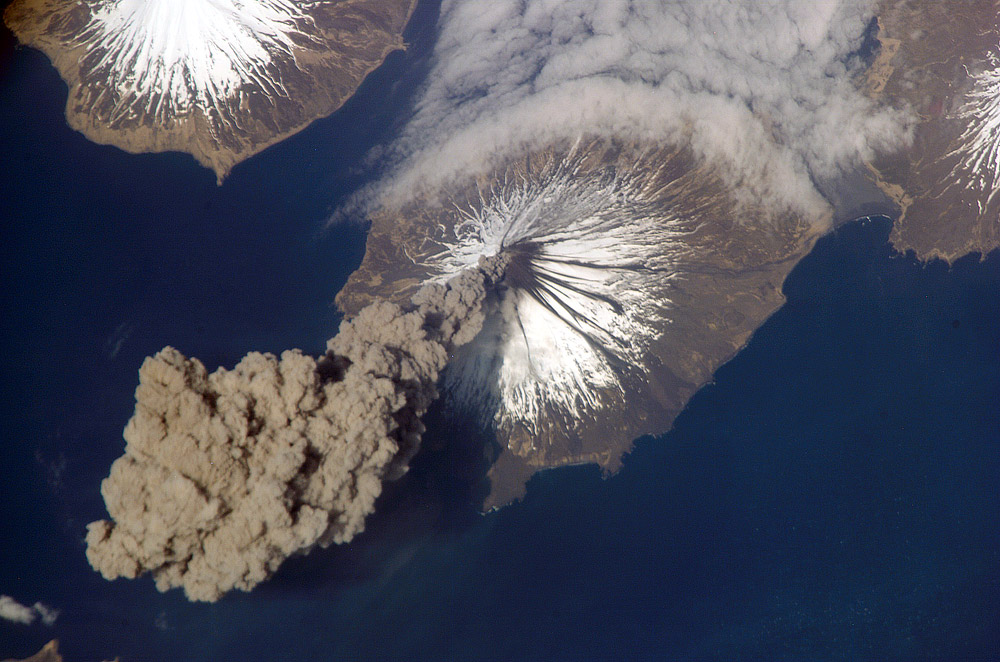
Vulkane wie der Mount Cleveland auf Chuginadak Island sind prägend für die Aleuten

In der folgenden Liste werden alle Inseln des US-Bundesstaates Alaska gelistet, die eine Fläche von mindestens 150 km² aufweisen. Ein Großteil dieser Inseln befindet sich im Alexanderarchipel vor der Südostküste Alaskas sowie innerhalb der bis nach Asien reichenden Inselkette der Aleuten. Auch im Kodiak-Archipel oder der Beringsee sind Inseln beachtlicher Größe zu finden.
|    | Name                   | Gewässer           | Inselgruppe               | Fläche (km²) |
| -- | ---------------------- | ------------------ | ------------------------- | ------------ |
| 1  | Kodiak Island          | Pazifischer Ozean  | Kodiak-Archipel           | 8975         |
| 2  | Prince of Wales Island | Pazifischer Ozean  | Alexanderarchipel         | 6674         |
| 3  | Chichagof Island       | Pazifischer Ozean  | Alexanderarchipel         | 5306         |
| 4  | St. Lawrence Island    | Beringsee          |                           | 4640         |
| 5  | Admiralty Island       | Pazifischer Ozean  | Alexanderarchipel         | 4264         |
| 6  | Nunivak Island         | Beringsee          |                           | 4227         |
| 7  | Baranof Island         | Pazifischer Ozean  | Alexanderarchipel         | 4160         |
| 8  | Unimak Island          | Pazifischer Ozean  | Fox Islands               | 4070         |
| 9  | Kupreanof Island       | Pazifischer Ozean  | Alexanderarchipel         | 2803         |
| 10 | Revillagigedo Island   | Pazifischer Ozean  | Alexanderarchipel         | 2754         |
| 11 | Unalaska Island        | Pazifischer Ozean  | Fox Islands               | 2721         |
| 12 | Nelson Island          | Beringsee          |                           | 2183         |
| 13 | Kuiu Island            | Pazifischer Ozean  | Alexanderarchipel         | 1936         |
| 14 | Afognak Island         | Pazifischer Ozean  | Kodiak-Archipel           | 1813         |
| 15 | Umnak Island           | Pazifischer Ozean  | Fox Islands               | 1777         |
| 16 | Atka Island            | Pazifischer Ozean  | Andreanof Islands         | 1049         |
| 17 | Attu Island            | Pazifischer Ozean  | Near Islands              | 896          |
| 18 | Etolin Island          | Pazifischer Ozean  | Alexanderarchipel         | 878          |
| 19 | Montague Island        | Prinz-William-Sund |                           | 791          |
| 20 | Adak Island            | Pazifischer Ozean  | Andreanof Islands         | 725          |
| 21 | Dall Island            | Pazifischer Ozean  | Alexanderarchipel         | 658          |
| 22 | Wrangell Island        | Pazifischer Ozean  | Alexanderarchipel         | 544          |
| 23 | Mitkof Island          | Pazifischer Ozean  | Alexanderarchipel         | 540          |
| 24 | Tanaga Island          | Pazifischer Ozean  | Andreanof Islands         | 530          |
| 25 | Zarembo Island         | Pazifischer Ozean  | Alexanderarchipel         | 474          |
| 26 | Amlia Island           | Pazifischer Ozean  | Andreanof Islands         | 446          |
| 27 | Hinchinbrook Island    | Prinz-William-Sund |                           | 445          |
| 28 | Unga Island            | Pazifischer Ozean  | Shumagin Islands          | 442          |
| 29 | Kosciusko Island       | Pazifischer Ozean  | Alexanderarchipel         | 438          |
| 30 | Kruzof Island          | Pazifischer Ozean  | Alexanderarchipel         | 434          |
| 31 | Kanaga Island          | Pazifischer Ozean  | Andreanof Islands         | 368          |
| 32 | St. Matthew Island     | Beringsee          |                           | 357          |
| 33 | Akutan Island          | Pazifischer Ozean  | Fox Islands               | 334          |
| 34 | Annette Island         | Pazifischer Ozean  | Alexanderarchipel         | 333          |
| 35 | Nagai Island           | Pazifischer Ozean  | Shumagin Islands          | 310          |
| 36 | Amchitka Island        | Pazifischer Ozean  | Rat Islands               | 309          |
| 37 | Sitkalidak Island      | Pazifischer Ozean  | Kodiak-Archipel           | 301          |
| 38 | Hagemeister Island     | Beringsee          |                           | 300          |
| 39 | Kiska Island           | Pazifischer Ozean  | Rat Islands               | 278          |
| 40 | Knight Island          | Prinz-William-Sund |                           | 277          |
| 41 | Gravina Island         | Pazifischer Ozean  | Alexanderarchipel         | 246          |
| 42 | Sitkinak Island        | Pazifischer Ozean  | Kodiak-Archipel           | 235          |
| 43 | Semisopochnoi Island   | Pazifischer Ozean  | Rat Islands               | 222          |
| 44 | Agattu Island          | Pazifischer Ozean  | Near Islands              | 222          |
| 45 | Yakobi Island          | Pazifischer Ozean  | Alexanderarchipel         | 213          |
| 46 | Seguam Island          | Pazifischer Ozean  | Andreanof Islands         | 207          |
| 47 | Douglas Island         | Pazifischer Ozean  | Alexanderarchipel         | 199          |
| 48 | Raspberry Island       | Pazifischer Ozean  | Kodiak-Archipel           | 192          |
| 49 | Heceta Island          | Pazifischer Ozean  | Alexanderarchipel         | 181          |
| 50 | Hawkins Island         | Prinz-William-Sund |                           | 176          |
| 51 | Tugidak Island         | Pazifischer Ozean  | Kodiak-Archipel           | 173          |
| 52 | Yunaska Island         | Pazifischer Ozean  | Islands of Four Mountains | 173          |
| 53 | Shuyak Island          | Pazifischer Ozean  | Kodiak-Archipel           | 168          |
| 54 | Akun Island            | Pazifischer Ozean  | Fox Islands               | 167          |
| 55 | Chuginadak Island      | Pazifischer Ozean  | Islands of Four Mountains | 167          |
| 56 | Sukkwan Island         | Pazifischer Ozean  | Alexanderarchipel         | 167          |
| 57 | Great Sitkin Island    | Pazifischer Ozean  | Andreanof Islands         | 160          |
| 58 | Deer Island            | Pazifischer Ozean  |                           | 152          |

## Westküste

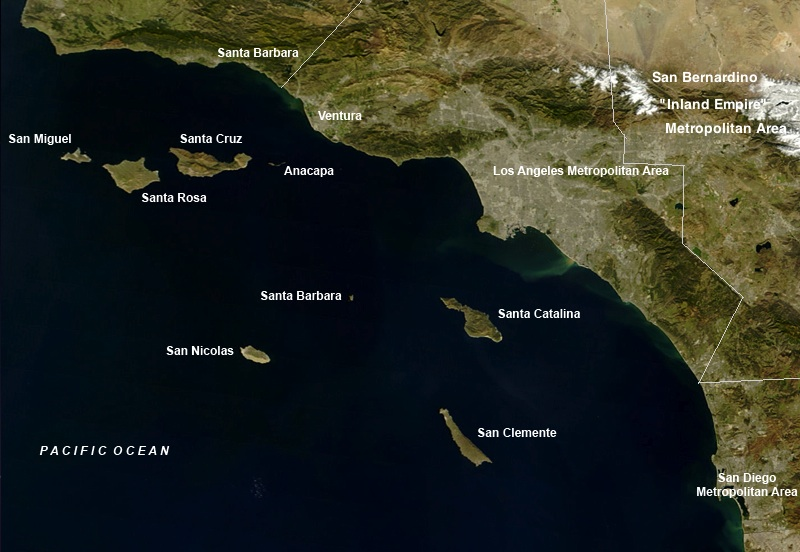
Die Kanalinseln vor der kalifornischen Küste

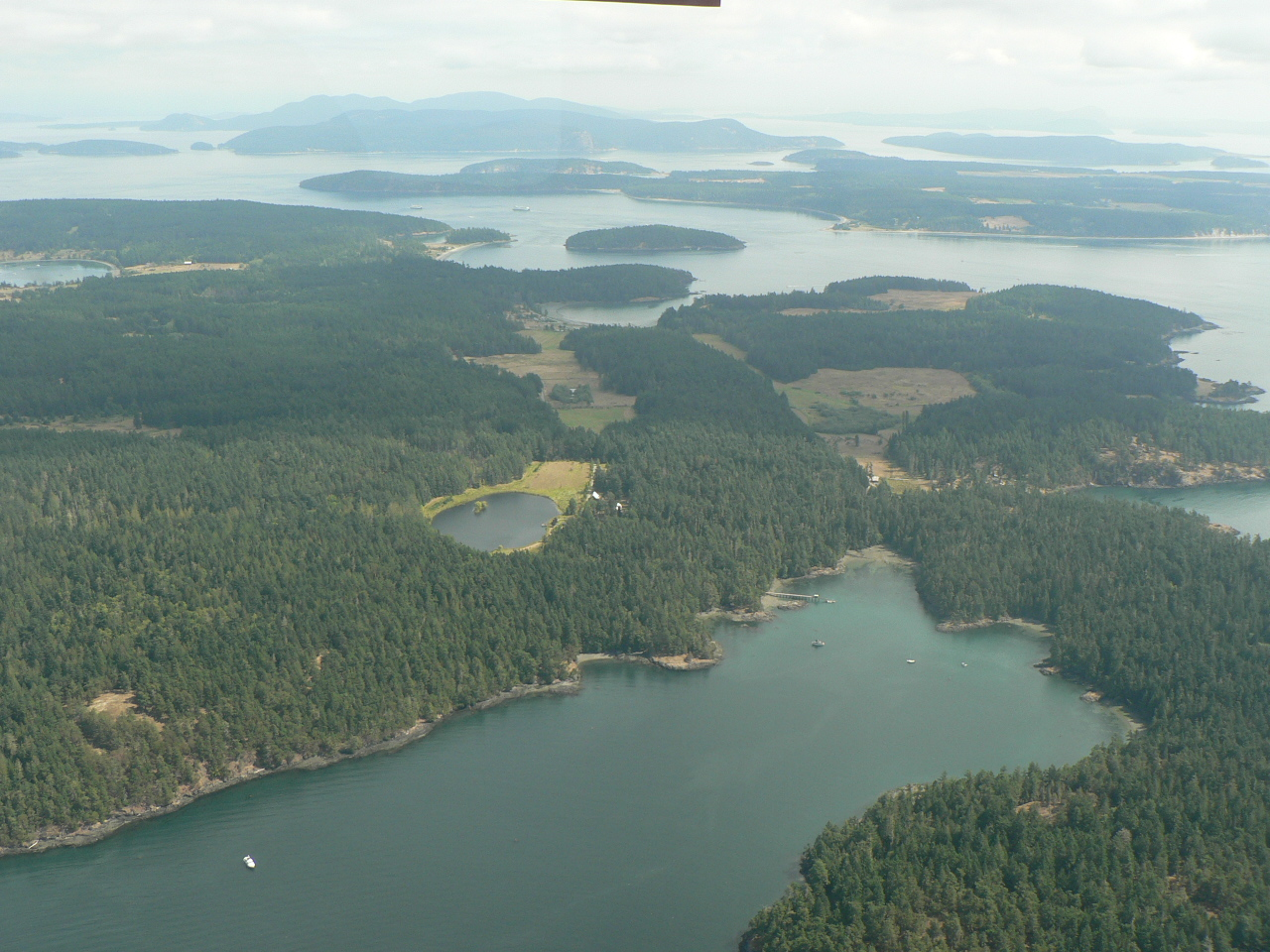
Blick über die San Juan Islands in der Juan-de-Fuca-Straße im Bundesstaat Washington

In folgender Tabelle sind Inseln der amerikanischen Westküste in den Bundesstaaten Washington, Oregon und Kalifornien gelistet. Obwohl auch Alaska eine Westküste am Pazifik besitzt, sind die Inseln dieses Staats in obiger Liste zu finden. Nahezu alle Inseln mit einer Fläche von mindestens 50 km² verteilen sich auf die Kanalinseln vor der Küste Kaliforniens, sowie den Puget Sound und die nördlich davon gelegenen San Juan Islands in Washington.
|    | Name                  | Gewässer            | Inselgruppe      | Lage        | Fläche (km²) | Einwohner |
| -- | --------------------- | ------------------- | ---------------- | ----------- | ------------ | --------- |
| 1  | Whidbey Island        | Puget Sound         |                  | Washington  | 437          | 69 480    |
| 2  | Santa Cruz Island     | Pazifischer Ozean   | Channel Islands  | Kalifornien | 250          | 2         |
| 3  | Santa Rosa Island     | Pazifischer Ozean   | Channel Islands  | Kalifornien | 215          | 2         |
| 4  | Santa Catalina Island | Pazifischer Ozean   | Channel Islands  | Kalifornien | 194          | 4 096     |
| 5  | Orcas Island          | Juan-de-Fuca-Straße | San Juan Islands | Washington  | 148          | 5 387     |
| 6  | San Clemente Island   | Pazifischer Ozean   | Channel Islands  | Kalifornien | 147          | 148       |
| 7  | San Juan Island       | Juan-de-Fuca-Straße | San Juan Islands | Washington  | 143          | 6 894     |
| 8  | Fidalgo Island        | Puget Sound         | San Juan Islands | Washington  | 107          | 20 700    |
| 9  | Camano Island         | Puget Sound         |                  | Washington  | 103          | 15 661    |
| 10 | Vashon Island         | Puget Sound         |                  | Washington  | 96           | 10 624    |
| 11 | Lopez Island          | Juan-de-Fuca-Straße | San Juan Islands | Washington  | 77           | 2 588     |
| 12 | Bainbridge Island     | Puget Sound         |                  | Washington  | 72           | 23 025    |
| 13 | San Nicolas Island    | Pazifischer Ozean   | Channel Islands  | Kalifornien | 59           | 300       |
| 14 | Alameda Island        | San Francisco Bay   |                  | Kalifornien | 59           | 73 812    |

## Golf von Mexiko

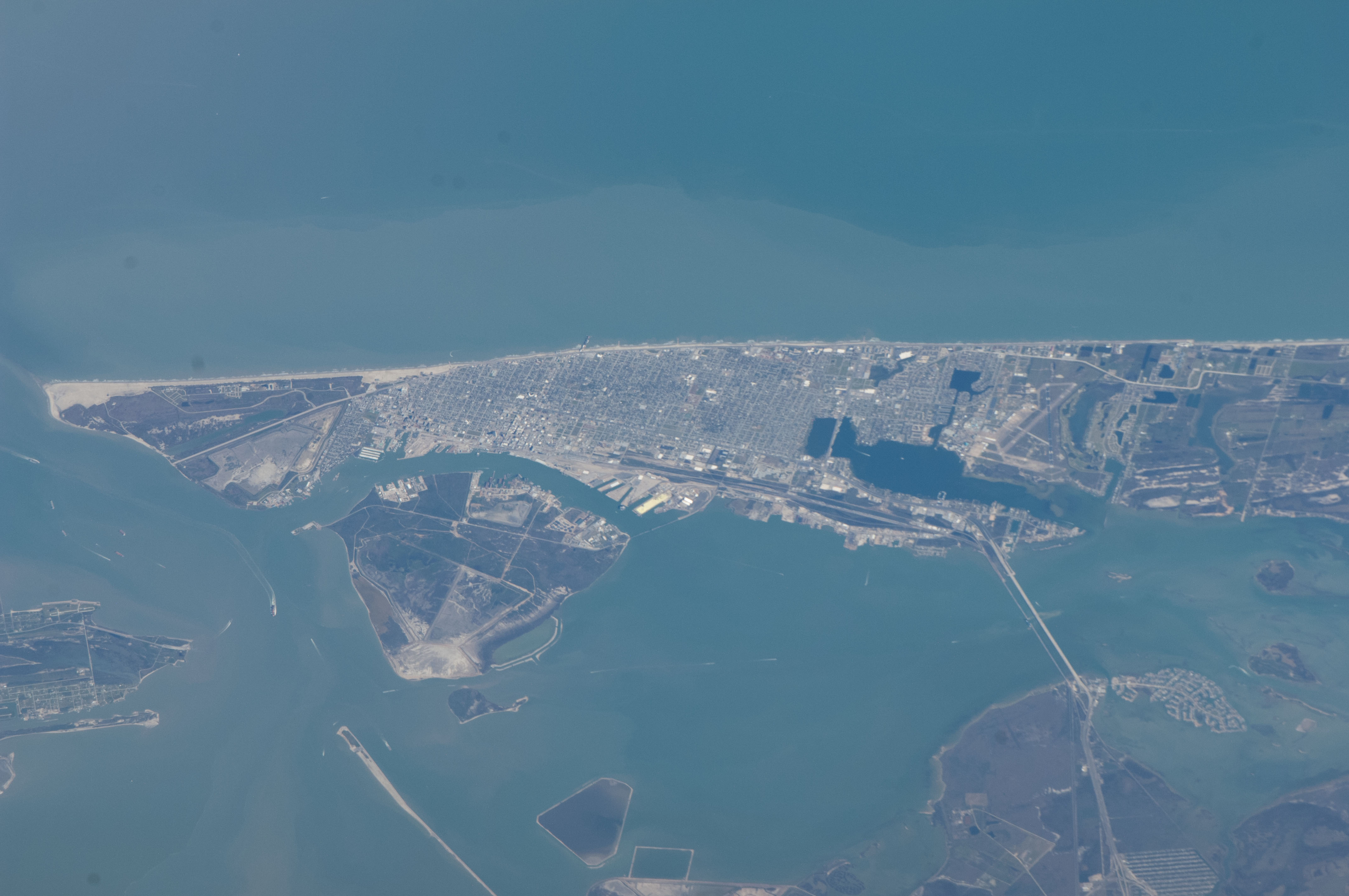
Satellitenbild von Galveston Island vor der texanischen Küste

Die amerikanischen Inseln im Golf von Mexiko sind flächenmäßig deutlich kleiner als an anderen Küsten, weshalb hier alle Inseln mit einer Fläche von 20 km² oder mehr gelistet sind.
|    | Name               | Gewässer        | Inselgruppe  | Lage      | Fläche (km²) |
| -- | ------------------ | --------------- | ------------ | --------- | ------------ |
| 1  | Padre Island       | Golf von Mexiko |              | Texas     | 540          |
| 2  | Marsh Island       | Golf von Mexiko |              | Louisiana | 260          |
| 3  | Galveston Island   | Golf von Mexiko |              | Texas     | 170          |
| 4  | Matagorda Island   | Golf von Mexiko |              | Texas     | 157          |
| 5  | Pine Island        | Golf von Mexiko |              | Florida   | 82           |
| 6  | St. Vincent Island | Golf von Mexiko |              | Florida   | 50           |
| 7  | Santa Rosa Island  | Golf von Mexiko |              | Florida   | 46           |
| 8  | Sanibel Island     | Golf von Mexiko |              | Florida   | 45           |
| 9  | San José Island    | Golf von Mexiko |              | Texas     | 38           |
| 10 | Key Largo          | Golf von Mexiko | Florida Keys | Florida   | 31           |
| 11 | Marco Island       | Golf von Mexiko |              | Florida   | 30           |
| 12 | Mustang Island     | Golf von Mexiko |              | Texas     | 29           |
| 13 | St. George Island  | Golf von Mexiko |              | Florida   | 20           |

## Ostküste

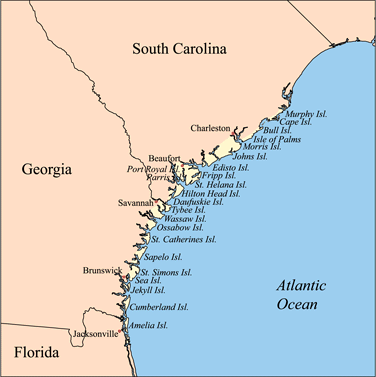
Karte der Sea Islands vor der Ostküste der USA

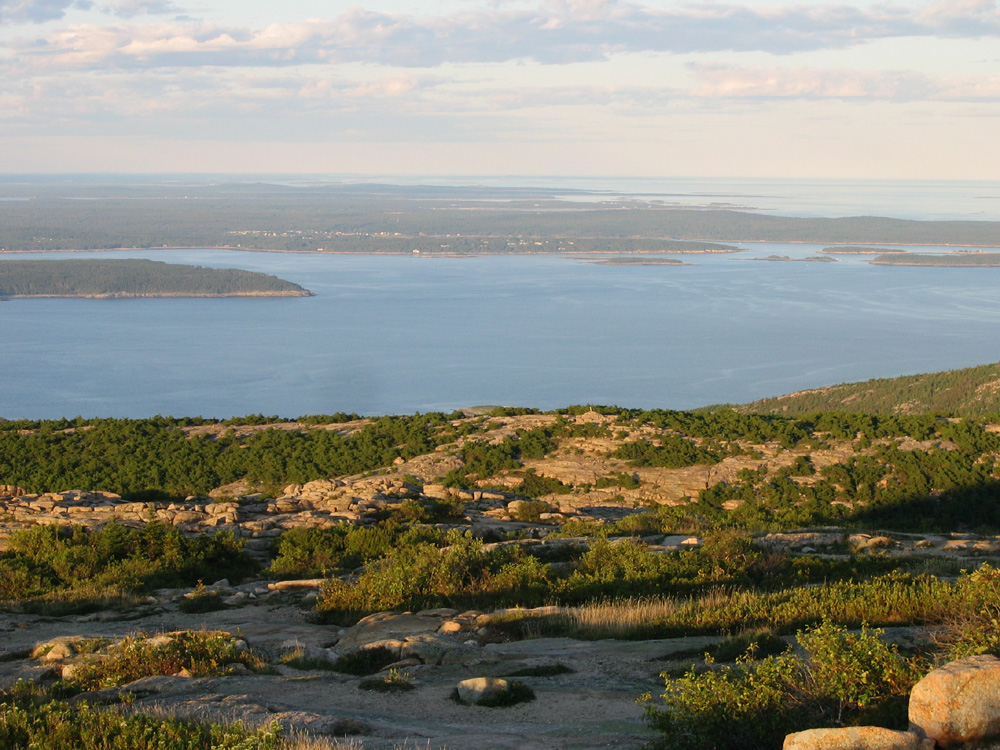
Aussichten wie diese vom Cadillac Mountain sind typisch für Mount Desert Island und den dort gelegenen Acadia-Nationalpark.

Long Island ist mit Abstand die größte Insel an der amerikanischen Ostküste. Weitere Inseln mit mehr als 40 km² Fläche verteilen sich auf die Sea Islands in Georgia und South Carolina sowie einige vor Neuengland liegende Inseln. Besonders an der südlichen Ostküste handelt es sich dabei größtenteils um Barriereinseln.
|    | Name                     | Gewässer           | Inselgruppe  | Lage                | Fläche (km²) | Einwohner |
| -- | ------------------------ | ------------------ | ------------ | ------------------- | ------------ | --------- |
| 1  | Long Island              | Atlantischer Ozean |              | New York            | 3566         | 8 063 232 |
| 2  | Mount Desert Island      | Atlantischer Ozean |              | Maine               | 280          | 10 424    |
| 3  | Martha´s Vineyard        | Atlantischer Ozean | Outer Lands  | Massachusetts       | 232          | 17 265    |
| 4  | Johns Island             | Atlantischer Ozean | Sea Islands  | South Carolina      | 220          | 21 500    |
| 5  | Port Royal Island        | Atlantischer Ozean | Sea Islands  | South Carolina      | 207          |           |
| 6  | Edisto Island            | Atlantischer Ozean | Sea Islands  | South Carolina      | 175          | 2 301     |
| 7  | St. Helena Island        | Atlantischer Ozean | Sea Islands  | South Carolina      | 170          | 8 763     |
| 8  | Staten Island            | Atlantischer Ozean |              | New York            | 152          | 495 747   |
| 9  | Cumberland Island        | Atlantischer Ozean | Sea Islands  | Georgia             | 147          | 0         |
| 10 | Hilton Head Island       | Atlantischer Ozean | Sea Islands  | South Carolina      | 109          | 40 500    |
| 11 | Nantucket                | Atlantischer Ozean | Outer Lands  | Massachusetts       | 124          | 14 255    |
| 12 | Ossabaw Island           | Atlantischer Ozean | Sea Islands  | Georgia             | 110          | 0         |
| 13 | Wadmalaw Island          | Atlantischer Ozean | Sea Islands  | South Carolina      | 109          | 2 611     |
| 14 | Deer Isle                | Atlantischer Ozean |              | Maine               | 102          | 3 028     |
| 15 | Rhode Island             | Atlantischer Ozean |              | Rhode Island        | 98           | 58 211    |
| 16 | St. Catherines Island    | Atlantischer Ozean | Golden Isles | Georgia             | 90           | 0         |
| 17 | Hatteras Island          | Atlantischer Ozean | Outer Banks  | North Carolina      | 86           | 4 322     |
| 18 | Kent Island              | Chesapeake Bay     |              | Maryland            | 82           | 16 812    |
| 19 | Assateague Island        | Atlantischer Ozean |              | Maryland / Virginia | 62           | 0         |
| 20 | Vinalhaven Island        | Atlantischer Ozean |              | Maine               | 61           | 1 235     |
| 21 | Manhattan                | New York Harbor    |              | New York            | 59           | 1 537 195 |
| 22 | Merritt Island           | Atlantischer Ozean |              | Florida             | 46           | 34 518    |
| 23 | St. Simons Island        | Atlantischer Ozean | Golden Isles | Georgia             | 43           | 14 982    |
| 24 | Skidaway Island          | Atlantischer Ozean | Sea Islands  | Georgia             | 43           | 9 310     |
| 25 | Little St. Simons Island | Atlantischer Ozean | Sea Islands  | Georgia             | 40           | 0         |

## Binneninseln

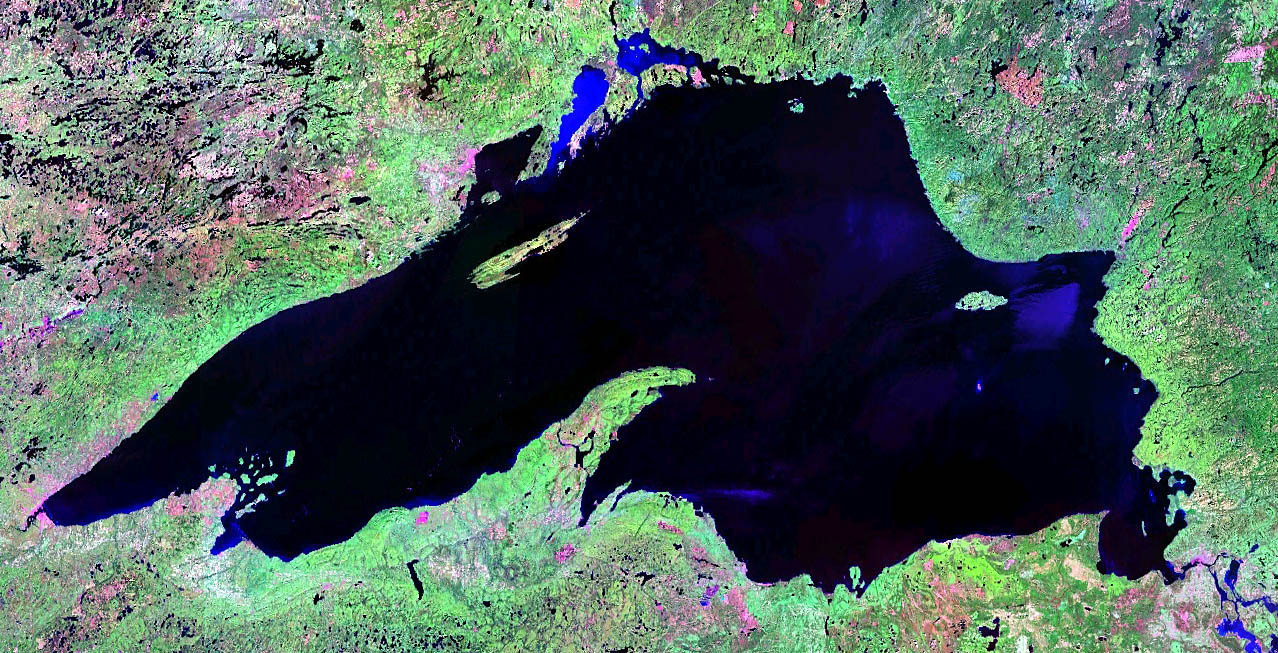
Satellitenbild des Oberen Sees: Die Isle Royale im gleichnamigen Nationalpark auf der oberen Bildseite ist die größte Binneninsel der USA. An der Südküste des Sees sind, von links nach rechts, die Apostle Islands, die Keweenaw Peninsula, sowie Grand Island zu erkennen. In der rechten unteren Ecke des Bildes liegen Sugar Island und Neebish Island im St. Marys River. Die Nordküste des Sees gehört bereits zur kanadischen Provinz Ontario

### Große Seen
Ein Großteil der Binneninseln der Vereinigten Staaten befindet sich im Gebiet der Großen Seen, fast alle davon im Bundesstaat Michigan. Größere Inseln wie Manitoulin Island liegen jenseits der Grenze zu Kanada. Hier werden alle Inseln ab 50 km² gelistet.
|    | Name                 | Gewässer        | Inselgruppe            | Lage      | Fläche (km²) | Einwohner |
| -- | -------------------- | --------------- | ---------------------- | --------- | ------------ | --------- |
| 1  | Isle Royale          | Oberer See      |                        | Michigan  | 535          | 0         |
| 2  | Drummond Island      | Huronsee        | Manitoulin-Inselkette  | Michigan  | 334          | 1 058     |
| 3  | Beaver Island        | Michigansee     | Beaver-Island-Archipel | Michigan  | 144          | 657       |
| 4  | Sugar Island         | St. Marys River |                        | Michigan  | 128          | 652       |
| 5  | Bois Blanc Island    | Huronsee        |                        | Michigan  | 91           | 71        |
| 6  | Grand Island         | Niagara River   |                        | New York  | 73           | 21 389    |
| 7  | Madeline Island      | Oberer See      | Apostle Islands        | Wisconsin | 62           | 246       |
| 8  | Washington Island    | Michigansee     |                        | Wisconsin | 61           | 708       |
| 9  | Marquette Island     | Huronsee        | Les Cheneaux Islands   | Michigan  | 59           | 0         |
| 10 | Grand Island         | Oberer See      |                        | Michigan  | 58           | 45        |
| 11 | North Manitou Island | Michigansee     | Manitou-Inseln         | Michigan  | 58           | 0         |
| 12 | Neebish Island       | St. Marys River |                        | Michigan  | 56           | 89        |

### Sonstige Binneninseln
Im Folgenden werden wenige weitere Beispiele für Binneninseln in den USA genannt. Da unzählige Flussinseln in abgelegenen Gebieten wie beispielsweise dem Yukon River in Alaska weder einen Namen besitzen, noch die Fläche von ihnen bekannt ist, bietet die folgende Liste keinen Anspruch auf Vollständigkeit.
|   | Name             | Gewässer       | Inselgruppe | Lage    | Fläche (km²) | Einwohner |
| - | ---------------- | -------------- | ----------- | ------- | ------------ | --------- |
| 1 | Antelope Island  | Großer Salzsee |             | Utah    | 109          | 0         |
| 2 | Stansbury Island | Großer Salzsee |             | Utah    | 90           | 0         |
| 3 | Sauvie Island    | Columbia River |             | Oregon  | 85           | 1 078     |
| 4 | Grand Isle       | Lake Champlain |             | Vermont | 82           | 3 651     |

## Überseegebiete

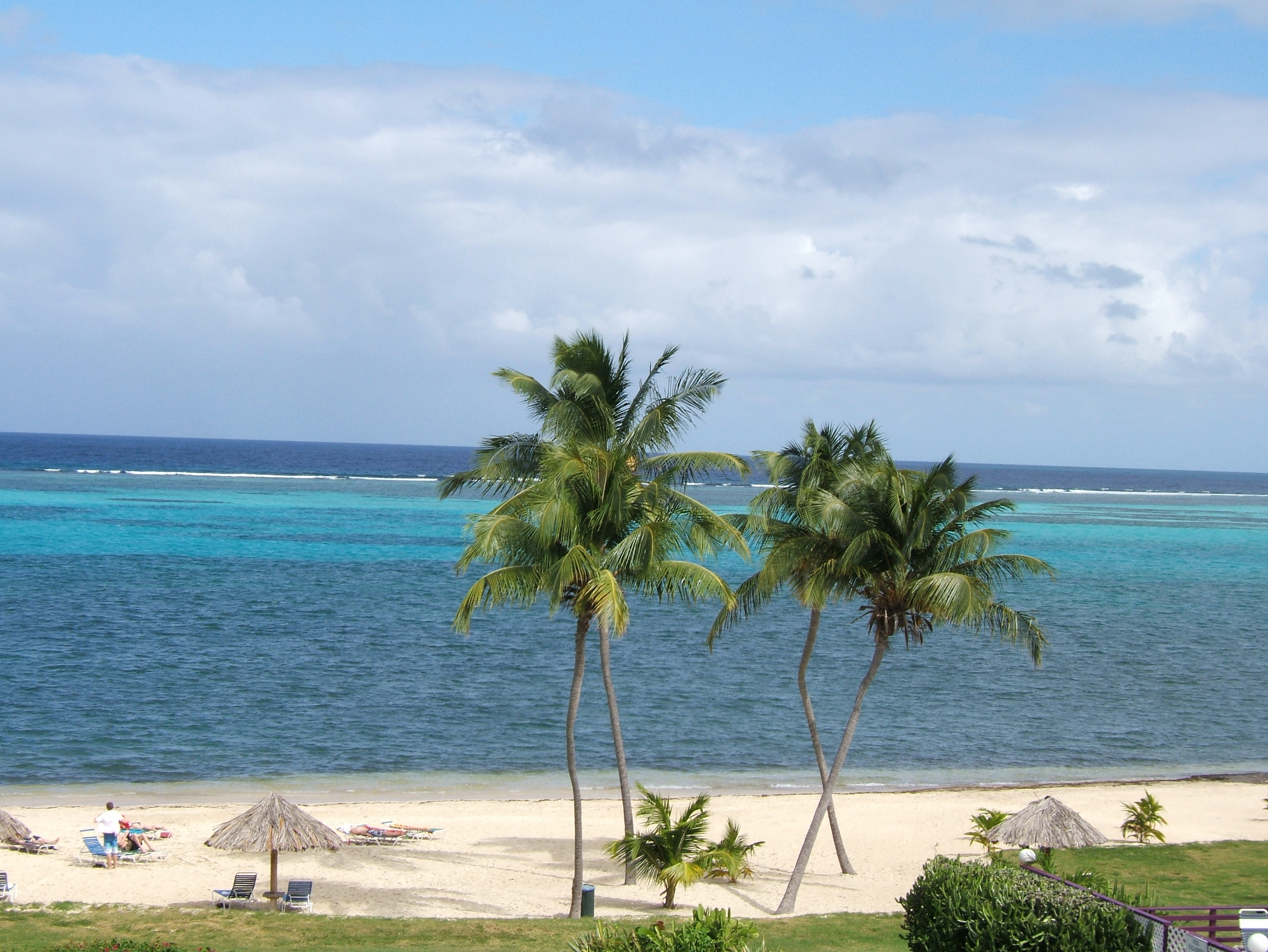
Karibisches Flair auf Saint Croix

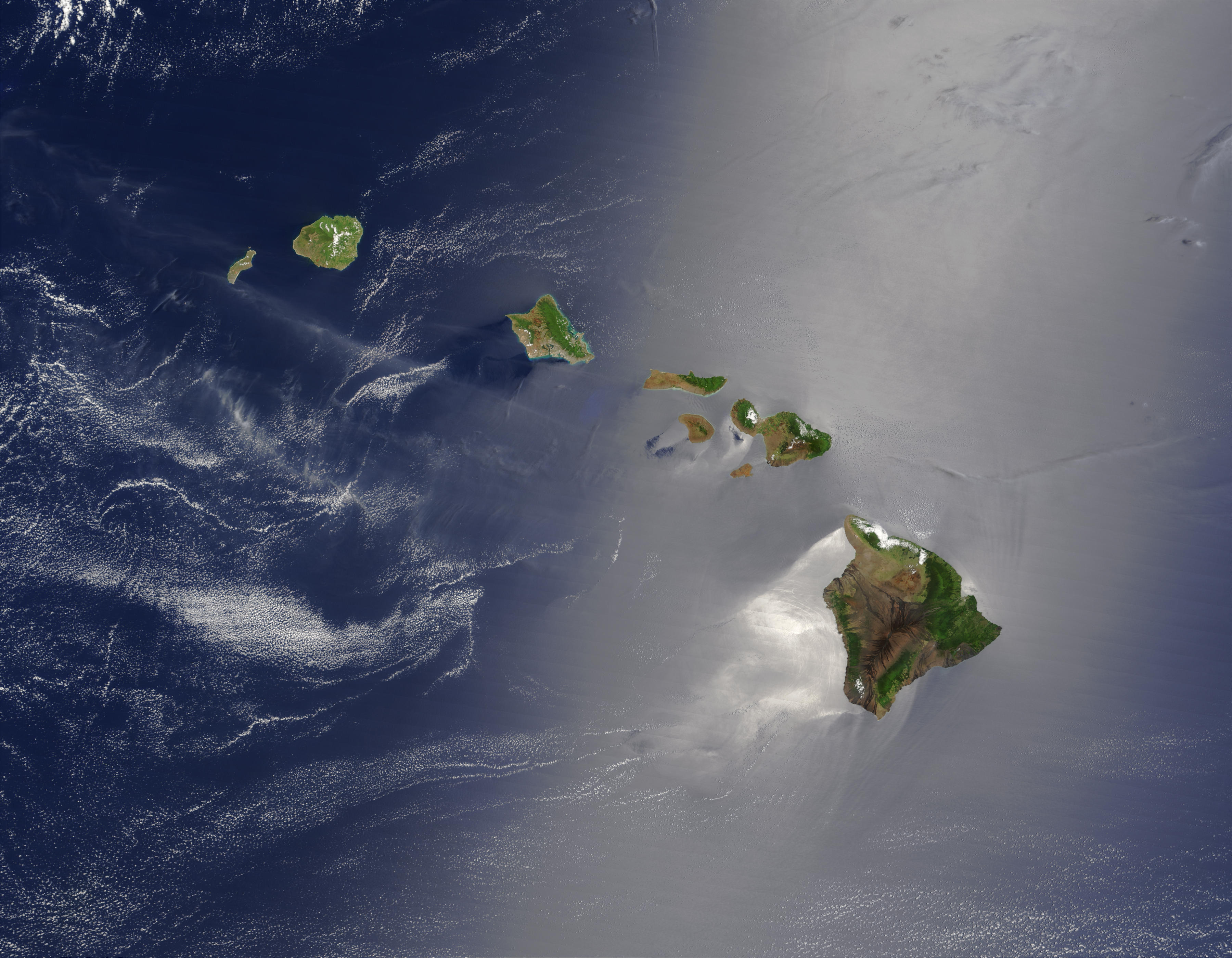
Satellitenbild der acht Hauptinseln Hawaiis

Weitere Inseln im Gebiet der Vereinigten Staaten liegen fernab des amerikanischen Festlands. Inseln der Amerikanischen Jungferninseln und Puerto Ricos befinden sich im Karibischen Meer, viele weitere im Pazifischen Ozean. Die folgende Liste enthält alle Inseln der Außengebiete mit einer Fläche von mindestens 40 km².
|    | Name         | Gewässer          | Inselgruppe    | Lage                         | Fläche (km²) | Einwohner |
| -- | ------------ | ----------------- | -------------- | ---------------------------- | ------------ | --------- |
| 1  | Hawaii       | Pazifischer Ozean | Hawaiiinseln   | Hawaii                       | 10432        | 185 079   |
| 2  | Puerto Rico  | Karibik           | Große Antillen | Puerto Rico                  | 8710         | 3 725 789 |
| 3  | Maui         | Pazifischer Ozean | Hawaiiinseln   | Hawaii                       | 1884         | 168 307   |
| 4  | Oahu         | Pazifischer Ozean | Hawaiiinseln   | Hawaii                       | 1557         | 1 016 508 |
| 5  | Kauai        | Pazifischer Ozean | Hawaiiinseln   | Hawaii                       | 1435         | 73 298    |
| 6  | Molokai      | Pazifischer Ozean | Hawaiiinseln   | Hawaii                       | 673          | 7 345     |
| 7  | Guam         | Pazifischer Ozean | Marianen       | Guam                         | 540          | 168 801   |
| 8  | Lanai        | Pazifischer Ozean | Hawaiiinseln   | Hawaii                       | 364          | 2 705     |
| 9  | Saint Croix  | Karibik           | Jungferninseln | Amerikanische Jungferninseln | 213          | 41 004    |
| 10 | Niihau       | Pazifischer Ozean | Hawaiiinseln   | Hawaii                       | 180          | 170       |
| 11 | Tutuila      | Pazifischer Ozean | Samoainseln    | Amerikanisch-Samoa           | 142          | 54 359    |
| 12 | Vieques      | Karibik           | Jungferninseln | Puerto Rico                  | 135          | 8 249     |
| 13 | Saipan       | Pazifischer Ozean | Marianen       | Nördliche Marianen           | 119          | 40 220    |
| 14 | Kahoolawe    | Pazifischer Ozean | Hawaiiinseln   | Hawaii                       | 116          | 0         |
| 15 | Tinian       | Pazifischer Ozean | Marianen       | Nördliche Marianen           | 101          | 3 136     |
| 16 | Rota         | Pazifischer Ozean | Marianen       | Nördliche Marianen           | 85           | 2 527     |
| 17 | Saint Thomas | Karibik           | Jungferninseln | Amerikanische Jungferninseln | 81           | 42 261    |
| 18 | Mona         | Karibik           |                | Puerto Rico                  | 57           | 5         |
| 19 | Saint John   | Karibik           | Jungferninseln | Amerikanische Jungferninseln | 51           | 4 170     |
| 20 | Taʻū         | Pazifischer Ozean | Manuainseln    | Amerikanisch-Samoa           | 46           | 790       |

## Inseln nach Bundesstaat
- Liste von Inseln in Alabama
- Liste von Inseln in Alaska
- Liste von Inseln in Arizona
- Liste von Inseln in Arkansas
- Liste von Inseln in Colorado
- Liste von Inseln in Connecticut
- Liste von Inseln in Delaware
- Liste von Inseln in Florida
- Liste von Inseln in Georgia
- Liste von Inseln in Hawaii
- Liste von Inseln in Idaho
- Liste von Inseln in Illinois
- Liste von Inseln in Indiana
- Liste von Inseln in Iowa
- Liste von Inseln in Kalifornien
- Liste von Inseln in Kansas
- Liste von Inseln in Kentucky
- Liste von Inseln in Louisiana
- Liste von Inseln in Maine
- Liste von Inseln in Maryland
- Liste von Inseln in Massachusetts
- Liste von Inseln in Michigan
- Liste von Inseln in Minnesota
- Liste von Inseln in Mississippi
- Liste von Inseln in Missouri
- Liste von Inseln in Montana
- Liste von Inseln in Nebraska
- Liste von Inseln in Nevada
- Liste von Inseln in New Hampshire
- Liste von Inseln in New Jersey
- Liste von Inseln in New Mexico
- Liste von Inseln in New York
- Liste von Inseln in North Carolina
- Liste von Inseln in North Dakota
- Liste von Inseln in Ohio
- Liste von Inseln in Oklahoma
- Liste von Inseln in Oregon
- Liste von Inseln in Pennsylvania
- Liste von Inseln in Rhode Island
- Liste von Inseln in South Carolina
- Liste von Inseln in South Dakota
- Liste von Inseln in Tennessee
- Liste von Inseln in Texas
- Liste von Inseln in Utah
- Liste von Inseln in Vermont
- Liste von Inseln in Virginia
- Liste von Inseln in Washington
- Liste von Inseln in West Virginia
- Liste von Inseln in Wisconsin
- Liste von Inseln in Wyoming

## Inseln nach Außengebiet
- Liste von Inseln der Amerikanischen Jungferninseln
- Liste von Inseln von Amerikanisch-Samoa
- Liste von Inseln von Guam und den Nördlichen Marianen
- Liste von Inseln in Puerto Rico
- Liste von Inseln der United States Minor Outlying Islands